# Amazone (film, 2000)
Pour les articles homonymes, voir Amazone.
Pour plus de détails, voir Fiche technique et Distribution.
Amazone est un film franco-espagnol réalisé par Philippe de Broca, sorti en 2000.

## Synopsis
Un engin venu du fond du cosmos abandonne sur Terre au milieu d'une forêt tropicale Lulu, une petite fille d'une dizaine d'années. Elle est découverte par Édouard, un misanthrope bourru et désagréable qui se cache dans la jungle pour échapper à la justice. Margaux a pour mission de retrouver le mystérieux vaisseau. Elle s'envole pour l'Amazonie, accompagnée de militaires des services secrets français chargés de sa protection, qu'elle abandonne rapidement. Margaux va croiser le chemin d'Édouard et le forcer à lui servir de guide.

## Fiche technique
- Titre original : Amazone
- Titre international : Amazon[1]
- Réalisation : Philippe de Broca
- Scénario : Philippe de Broca, avec les dialogues de Serge Frydman
- Musique : Alexandre Desplat
- Direction artistique : Carlos Urdanivia
- Décors : Aramís Balebona Recio et Carlos Urdavinia Hurtado
- Costumes : Paulette Breil et Liz Álvarez
- Photographie : Jean-François Robin
- Son : Henri Morelle, Laurent Quaglio, Marie Massiani, Jean-François Auger, Pierre Tucat
- Montage : Henri Lanoë
- Production déléguée : Christine Gozlan et Alain Sarde
- Sociétés de production[2] :
  - France : Les Films Alain Sarde et TF1 Films Production, avec la participation de Canal+ et Studio Image
  - Espagne : PHF Films S.L.
- Société de distribution : Bac Films Distribution
- Budget : 9 170 000 €[3]
- Pays de production :  France,  Espagne
- Langues originales : français, espagnol
- Format[4] : couleur - 35 mm - 2,35:1 (Cinémascope) - son Dolby Digital
- Genre : comédie, aventures, romance
- Durée : 88 minutes
- Dates de sortie[1] :
  - Belgique : 21 juin 2000
  - France : 19 juillet 2000
- Classification[5] :
  - France : tous publics (conseillé à partir de 10 ans)[6],[7]
  - Belgique : tous publics (Alle Leeftijden)[8]

## Distribution
- Jean-Paul Belmondo : Édouard
- Arielle Dombasle : Margaux
- Patrick Bouchitey : Jeff Benard
- Thylda Barès : Lulu
- André Penvern : Colonel de Villeneuve
- Jackie de La Nuez : le vieux chef
- Ronny Bandomo Casanova : le petit garçon
- Carlos Padrón : le médecin du laboratoire
- Fernando Echevarria : le chinois
- Daniel Hernandez : le chauffeur de taxi
- Hector Echemendia : un scientifique
- Salvador Palomino : un scientifique
- Alberto Noël Pena : un scientifique
- Oscar Bringas : le machiniste du train
- Carlos Manssola : un Rambo
- Leonardo Darias : un Rambo
- Ernesto Queral : un Rambo
- Alberto Reytor : un Rambo
- Ismael Moralès : le guerrier indien

## Distinctions

### Récompenses
- Bidets d'or 2001[9] :
  - Bidet d'Or de l'acteur pour Jean-Paul Belmondo,
  - Bidet d'Or de l'actrice pour Arielle Dombasle.

## Autour du film
- Lors de sa sortie en salles, le film fut un véritable échec commercial, totalisant 76 225 entrées durant toute son exploitation[10]. Ce fut l'ultime collaboration entre Jean-Paul Belmondo et Philippe de Broca après Cartouche, L'Homme de Rio, Les Tribulations d'un Chinois en Chine, Le Magnifique et L'Incorrigible.